# Амблер, Джон
Джон Кеннет Амблер (6 июня 1924, Сассекс — 31 мая 2008, Банбери) — британский бизнесмен, состоявший в браке с принцессой Маргарет Шведской.

## Биография

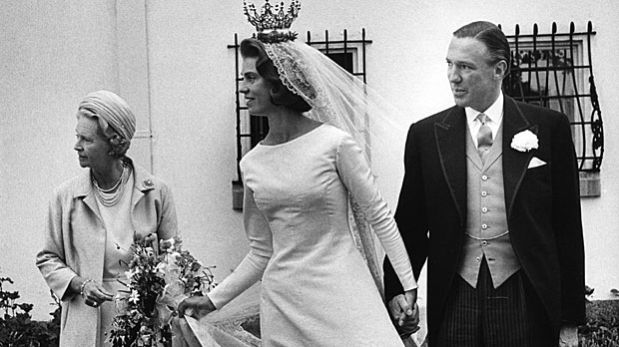
Принцесса Маргарет Шведская и Джон Амблер с её матерью, принцессой Сибиллой в день свадьбы. 1964 год

В 1963 году Джон Амблер встретился и познакомился с принцессой Маргарет. В феврале 1964 года они обручились. 30 июня того же года поженились на острове Эланд. Эта свадьба считалась частным мероприятием, и была по размаху меньше, чем свадьбы её сестёр, которые выходили замуж в Стокгольме.
После свадьбы, в связи с тем, что принцесса Маргарет вышла замуж за лицо некоролевской крови, она утратила свой титул «Её Королевское Высочество» и стала после этого известна как «Принцесса Маргарет, миссис Амблер». Свадебным подарком от короля и королевы Швеции на свадьбу стала бриллиантовая тиара-кокошник, которая принадлежала бабке Маргарет, британской принцессе Маргарите Коннаутской.
После свадьбы пара жила в Англии, сначала в Лондоне, а затем в поместье Чиппингхерст под Оксфордом.
В семье родилось трое детей, которые не имеют права на наследование шведского трона:
- Сибилла Луиза Амблер (род. 1965) — названа в честь своей бабушки по матери, вышла замуж за барона Хеннинга фон Динклед (род. 1971), проживают в Мюнхене, двое детей. Их дочь Мадлен была одной из подружек на свадьбе Кронпринцессы Виктории;
- Карл Эдвард Амблер (род. 1966) — женился на Хелен Росс (род. 1969), двое детей;
- Джеймс Патрик Амблер (род. 1967) — женился на Урсуле Мери Шипли (род. 1965), двое детей.

В течение многих лет Джон Амблер был директором английской транспортной корпорации Atlas Express Ltd , которая предоставляла услуги доставки посылок по всей стране и управляющим директором Atlas Air Express.
Когда дела пошли на спад, семье пришлось покинуть поместье Чиппингхерст и переехать в меньший дом. Иногда они посещали шведскую королевскую семью и Джон Амблер участвовал в осенних охотах короля Карла XVI Густава.
С 1994 года Маргарет и Джон Амблер стали проживать раздельно, но никогда не разводились.
Джон Амблер несколько лет страдал из-за проблем со здоровьем и последние десять лет провёл в доме престарелых в Оксфордшире. Умер 31 мая 2008 года.